# Antonio Ghislanzoni
Antonio Ghislanzoni (Lecco, 25 de novembre de 1824 – Caprino Bergamasco, 16 de juliol de 1893) va ser un periodista, poeta i novel·lista italià, que va escriure diversos llibrets per a òperes de Verdi i d'altres compositors, entre els quals els de La forza del destino i Aida.
Ghislanzoni va nàixer a Lecco en la Llombardia, i va estudiar durant un temps en un seminari, però en va ser expulsat per mala conducta l'any 1841. Llavors va decidir estudiar medicina a Pavia, però ho va deixar poc de temps després per a dedicar-se al cant com a baríton i a la literatura.
L'any 1848, estimulat per les idees nacionalistes de Mazzini, va fundar diversos diaris republicans a Milà, però al final va haver de refugiar-se a Suïssa. Mentre viatjava a Roma, on volia ajudar en la defensa de la naixent república, els francesos el van detenir i el van empresonar a Còrsega durant algun temps.
A mitjan dècada de 1850, havent abandonat el teatre, Ghislanzoni va començar a intervenir en activitats periodístiques als cercles bohemis de Milà; va ser director d'Italia musicale i editor de la Gazzetta musicale di Milano. També va fundar L'uomo di pietra i la Rivista minima, publicació en què va col·laborar, entre d'altres, amb Arrigo Boito.
L'any 1869 va abandonar el periodisme i va tornar a Llombardia, on es va dedicar a la literatura i l'escriptura de llibrets per a òperes. Va escriure moltes contes en vers i diverses novel·les, entre les quals Un suicidio a fior d'acqua (1864), Angioli nelle tenebre (1865) o La contessa di Karolystria (1883). De la seua novel·la sobre la vida teatral Gli artisti da teatro (1865), se'n va fer una nova edició ja en el segle xx. Va publicar també diversos assajos musicals, entre els quals destaca Reminiscenze artistiche.
Ghislanzoni va escriure més de vuitanta-cinc llibrets per a òperes, entre els quals els d'Ednea de Catalani (1866), Aida (1870) i la segona, i més coneguda, versió de La forza del destino (1869). També va contribuir amb uns versos a la traducció italiana de l'òpera Don Carlos de Verdi.
Va morir a Caprino Bergamasco l'any 1893, als 69 anys. Era ateu.

## Llibrets d'òpera
El nom del compositor s'indica entre parèntesis, l'any és la de l'estrena.
- Le due fidanzate (Antonio Baur - 1857)
- Il Conte di Leicester (Antonio Baur - 1858)
- Maria Tudor (Vladimir Nikitič Kašperov - 1859)
- Marion Delorme (Giovanni Bottesini - 1862)
- Cola di Rienzi (Vladimir Nikitič Kašperov - 1863)
- La stella di Toledo (Tommaso Benvenuti - 1864)
- I due orsi (Costantino Dall'Argine - 1867)
- L'isola degli orsi (Costantino Dall'Argine - 1867)
- Gli avventurieri (Gaetano Braga - 1867)
- Gli artisti alla fiera (Lauro Rossi - 1868)
- Valeria (Edoardo Vera - 1869)
- Giovanna di Napoli (Errico Petrella - 1869)
- I promessi sposi (Errico Petrella - 1869)
- Un capriccio di donna (Antonio Cagnoni - 1871)
- Aida (Giuseppe Verdi - 1871)
- Papà Martin (Antonio Cagnoni - 1871)
- Reginella (Gaetano Braga - 1871)
- Adelinda (Agostino Mercuri - 1872)
- Caligola (Gaetano Braga - 1873)
- Fosca (Carlos Gomes - 1873)
- Il parlatore eterno (Amilcare Ponchielli - 1873)
- Salvator Rosa (Carlos Gomes - 1874)
- Il duca di Tapigliano (Antonio Cagnoni - 1874)
- I Lituani (Amilcare Ponchielli - 1874)
- Atahualpa (Carlo Enrico Pasta - 1875)
- Sara (Luigi Gibelli - 1876)
- Francesca da Rimini (Antonio Cagnoni - 1878)
- Don Riego (Cesare Dall'Olio - 1879)
- Adelina (Luigi Sozzi - 1879)
- Mora (Luigi Vicini - 1880)
- Edmea (Alfredo Catalani - 1886)
- Giovanna la pazza (Eliodoro Ortiz de Zárate - 1886)
- I Doria (Augusto de Oliveira Machado - 1887)
- Edoardo Stuart (Cipriano Pontoglio - 1887)
- Carmosina (João Gomes de Araújo - 1888)
- Fiamma (Nicolò Ravera - 1890)
- Andrea del Sarto (Vittorio Baravalle - 1890)
- Spartaco (Pietro Platania - 1891)
- Celeste (Francesco Spetrino - 1891)
- Cleopatra (Melesio Morales - 1891)
- Gualtiero Swarten (Andrea Gnaga - 1892)
- Frine (Giovanni Carpaneto - 1893)
- Il maestro smania (Cesare Clandestini - 1894)
- Alda (Luigi Romaniello - 1896)
- I mori di Valenza (per a Amilcare Ponchielli, completat per Arturo Cadore - 1914)
- Onesta (Nicolò Massa - 1929)
- Re Lear (Antonio Cagnoni) - 2009)[2]

### Librets per a òperes no estrenades
- Alba Barozzi (Paolo Giorza)
- La strega (Luigi Vicini)
- Il figlio delle selve (Cesare Dall'Olio)
- Evangelina (per a Luigi Sozzi - inconclusa per la mort del compositor)
- La Sfinge (per a Giovanni Carpaneto - inconclusa)